# Slankmieren
Slankmieren (Leptothorax) vormen een geslacht van kleine mieren die voornamelijk voorkomen in het Holarctisch gebied. Opmerkelijk aan dit geslacht is het veelvuldig voorkomen van sociaal parasitisme, wat wil zeggen dat soorten uit dit geslacht gedurende een deel van hun levenscyclus afhankelijk zijn van de hulp van werksters van andere mierensoorten. Leptothorax was een soortenrijk geslacht totdat Bolton in 2003 een nieuwe indeling van de familie Formicidae voorstelde, waarbij veel soorten uit Leptothorax sensu lato in de geslachten Temnothorax en Nesomyrmex werden geplaatst.

## Synoniemen
- Mychothorax Ruzsky, 1904 (type: Formica acervorum)
- Doronomyrmex Kutter, 1945 (type: Doronomyrmex pacis)

## Soorten
- Leptothorax abeli Fontenla Rizo, 1998
- Leptothorax acervorum (Fabricius, 1793)
- Leptothorax aculeatinodis Emery, 1896
- Leptothorax adustus Mackay, 2000
- Leptothorax affinis Mayr, 1855
- Leptothorax aguayoi (Wheeler, 1931)
- Leptothorax alayoi Baroni Urbani, 1978
- Leptothorax albispinus (Wheeler, 1908)
- Leptothorax algiricus (Forel, 1894)
- Leptothorax alinae Radchenko, 1993
- Leptothorax allardycei (Mann, 1920)
- Leptothorax alpinus Ruzsky, 1902
- Leptothorax ambiguus Emery, 1895
- Leptothorax anacanthus Santschi, 1912
- Leptothorax andersoni Mackay, 2000
- Leptothorax andrei Emery, 1895
- Leptothorax androsanus (Wheeler, 1905)
- Leptothorax anduzei Weber, 1943
- Leptothorax anemicus Baroni Urbani, 1978
- Leptothorax angulatus Mayr, 1862
- Leptothorax angustinodus Cole, 1956
- Leptothorax angustulus (Nylander, 1856)
- Leptothorax anira Terayama & Onoyama, 1999
- Leptothorax annexus Baroni Urbani, 1978
- Leptothorax annibalis Santschi, 1909
- Leptothorax anodonta Arnol'di, 1977
- Leptothorax anodontoides Dlussky & Zabelin, 1985
- Leptothorax anoplogynus Emery, 1869
- Leptothorax antera Terayama & Onoyama, 1999
- Leptothorax antigoni Forel, 1911
- Leptothorax antoniensis (Forel, 1912)
- Leptothorax arcanus Kutter, 1973
- Leptothorax archangelskiji Kuznetsov-Ugamsky, 1926
- Leptothorax arenarius Santschi, 1908
- Leptothorax argentinus Santschi, 1922
- Leptothorax argentipes Wheeler, 1928
- Leptothorax arimensis Azuma, 1953; nomen nudum
- Leptothorax arpini Tarbinsky, 1976
- Leptothorax asper Mayr, 1887
- Leptothorax athabasca Buschinger, A. & Schulz, A., 2008
- Leptothorax atlantis Santschi, 1911
- Leptothorax atomus Cagniant & Espadaler, 1997
- Leptothorax augusti Baroni Urbani, 1978
- Leptothorax auresianus Santschi, 1929
- Leptothorax australis Wheeler, 1934)
- Leptothorax aveli Bondroit, 1918
- Leptothorax aztecus (Wheeler, 1931)
- Leptothorax baeticus Emery, 1924
- Leptothorax balchashensis Arnol'di, 1971
- Leptothorax balli Santschi, 1939
- Leptothorax banao Fontenla Rizo, 1998
- Leptothorax barbouri (Aguayo, 1931)
- Leptothorax barroi (Aguayo, 1931)
- Leptothorax barryi Cagniant, 1967
- Leptothorax berlandi Bondroit, 1918
- Leptothorax bermudezi (Wheeler, 1931)
- Leptothorax bestelmeyeri Mackay, 2000
- Leptothorax bicolor Mackay, 2000
- Leptothorax bikara Terayama & Onoyama, 1999
- Leptothorax bilongrudi Taylor, 1989
- Leptothorax blascoi Espadaler, 1997
- Leptothorax bradleyi Wheeler, 1913
- Leptothorax brasiliensis Kempf, 1958
- Leptothorax brauneri Ruzsky, 1905
- Leptothorax brauniella (Radchenko, 1995)
- Leptothorax braunsi (Forel, 1912)
- Leptothorax brevispinosus Mackay, 2000
- Leptothorax brevispinus Chang & He, 2001
- Leptothorax brimodus Bolton, 1995
- Leptothorax bristoli Mackay, 2000
- Leptothorax bruneri (Mann, 1924)
- Leptothorax bucheti Santschi, 1909
- Leptothorax bugnioni Forel, 1894
- Leptothorax bulgaricus Forel, 1892
- Leptothorax buschingeri Kutter, 1967
- Leptothorax cabrerae Forel, 1893
- Leptothorax caesari Espadaler, 1997
- Leptothorax cagnianti Tinaut, 1983
- Leptothorax calderoni Creighton, 1950
- Leptothorax canescens Santschi, 1908
- Leptothorax caparica Henin, Paiva & Collingwood, 2001
- Leptothorax carinatus Cole, 1957
- Leptothorax carinthiacus Bernard, 1957
- Leptothorax caritatis De Andrade, Baroni Urbani, Brandão & Wagensberg, 1999 †
- Leptothorax cataulacoides Snelling, 1992
- Leptothorax caucasicus Arnol'di, 1977
- Leptothorax cenatus Bolton, 1982
- Leptothorax cervantesi Santschi, 1919
- Leptothorax chandleri Mackay, 2000
- Leptothorax ciferrii (Menozzi & Russo, 1930)
- Leptothorax clavipilis (Wheeler, 1910)
- Leptothorax clypeatus (Mayr, 1853)
- Leptothorax cokendolpheri Mackay, 2000
- Leptothorax coleenae Mackay, 2000
- Leptothorax confucii (Forel, 1912)
- Leptothorax congruus Smith, 1874
- Leptothorax convexus Forel, 1894
- Leptothorax cordieri Bondroit, 1918
- Leptothorax cornibrevis Collingwood, 1961
- Leptothorax corticalis (Schenck, 1852)
- Leptothorax costatus Emery, 1896
- Leptothorax crassipilis Wheeler, 1917
- Leptothorax crassispinus (Karavaiev, 1926)
- Leptothorax creightoni (Mann, 1929)
- Leptothorax creolus Baroni Urbani, 1978
- Leptothorax crepuscularis Tinaut, 1995
- Leptothorax cristinae Espadaler, 1997
- Leptothorax curtulus Santschi, 1929
- Leptothorax curvispinosus Mayr, 1866
- Leptothorax curvithorax Bondroit, 1918
- Leptothorax cuyagueteje Fontenla Rizo, 1998
- Leptothorax darlingtoni (Wheeler, 1937)
- Leptothorax davisi Wheeler, 1905
- Leptothorax delaparti Forel, 1890
- Leptothorax denticulatus Mayr, 1901
- Leptothorax desertorum (Dlussky & Soyunov, 1988)
- Leptothorax desioi Menozzi, 1939
- Leptothorax dessyi Menozzi, 1936
- Leptothorax discoloratus Arnol'di, 1977
- Leptothorax dissimilis (Aguayo, 1932)
- Leptothorax ditifet Cagniant & Espadaler, 1997
- Leptothorax diversipilosus Smith, 1939
- Leptothorax dominicanus De Andrade, Baroni Urbani, Brandão & Wagensberg, 1999 †
- Leptothorax duloticus Wesson, 1937
- Leptothorax eburneipes Wheeler, 1927
- Leptothorax echinatinodis Forel, 1886
- Leptothorax elderensis Dlussky & Zabelin, 1985
- Leptothorax eldoradensis Wheeler, 1915
- Leptothorax elongatus Santschi, 1919
- Leptothorax emersoni Wheeler, 1901
- Leptothorax emeryi Santschi, 1923
- Leptothorax emmae Mackay, 2000
- Leptothorax ergatogyna Bernard, 1950
- Leptothorax evelynae Forel, 1916
- Leptothorax exilis Emery, 1869
- Leptothorax faberi Buschinger, 1983
- Leptothorax finzii Menozzi, 1925
- Leptothorax flavicornis Emery, 1870
- Leptothorax flavidulus (Wheeler & Mann, 1914)
- Leptothorax flavispinus Andre, 1883
- Leptothorax floridanus Emery, 1895
- Leptothorax foreli Santschi, 1907
- Leptothorax formosus Santschi, 1909
- Leptothorax formosus Emery, 1915
- Leptothorax fortinodis Mayr, 1886
- Leptothorax fragosus Mackay & Buschinger, 2002
- Leptothorax fuentei Santschi, 1919
- Leptothorax fultonii Forel, 1902
- Leptothorax fumosus Ruzsky, 1923
- Leptothorax furunculus Wheeler, 1909
- Leptothorax fuscatus (Mann, 1920)
- Leptothorax gaetulus Santschi, 1923
- Leptothorax galeatus Wheeler, 1927
- Leptothorax gallae Smith, 1949
- Leptothorax gazella Santschi, 1923
- Leptothorax genualia Santschi, 1922
- Leptothorax gibbifer Baroni Urbani, 1978
- Leptothorax glaber Santschi, 1925
- Leptothorax glaesarius Wheeler, 1915 †
- Leptothorax goesswaldi Kutter, 1967
- Leptothorax goniops Baroni Urbani, 1978
- Leptothorax gracilicornis Emery, 1882
- Leptothorax gracilis Mayr, 1868 †
- Leptothorax graecus Forel, 1911
- Leptothorax gredleri Mayr, 1855
- Leptothorax gredosi Espadaler & Collingwood, 1982
- Leptothorax grisoni Forel, 1916
- Leptothorax grouvellei Bondroit, 1918
- Leptothorax gundlachi (Wheeler, 1913)
- Leptothorax gurnetensis Cockerell, 1915 †
- Leptothorax hadrumetensis Santschi, 1918
- Leptothorax haira Terayama & Onoyama, 1999
- Leptothorax hasardaghi Dlussky & Zabelin, 1985
- Leptothorax hengshanensis Huang, Chen & Zhou, 2004
- Leptothorax hesperius Santschi, 1909
- Leptothorax hirticornis Emery, 1895
- Leptothorax hispaniolae Baroni Urbani, 1978
- Leptothorax hispidus Cole, 1957
- Leptothorax huehuetenangoi Baroni Urbani, 1978
- Leptothorax humerosus Emery, 1896
- Leptothorax hyperisabellae Baroni Urbani, 1978
- Leptothorax hystriculus Wheeler, 1915 †
- Leptothorax ibericus Menozzi, 1922
- Leptothorax imias Fontenla Rizo, 1998
- Leptothorax indra Terayama & Onoyama, 1999
- Leptothorax inermis Forel, 1902
- Leptothorax innocens (Forel, 1913)
- Leptothorax interruptus (Schenck, 1852)
- Leptothorax iowensis (Buren, 1945)
- Leptothorax iranicus Radchenko, 1993
- Leptothorax iris (Roger, 1863)
- Leptothorax italicus Consani, 1952
- Leptothorax itinerans Kempf, 1959
- Leptothorax ixili Baroni Urbani, 1978
- Leptothorax jacobsoni (Forel, 1915)
- Leptothorax jailensis Arnol'di, 1977
- Leptothorax janushevi Radchenko, 1993
- Leptothorax josephi Mackay, 2000
- Leptothorax junipereti Arnol'di, 1977
- Leptothorax kaszabi Pisarski, 1969
- Leptothorax kemali Santschi, 1934
- Leptothorax kinomurai Terayama & Onoyama, 1999
- Leptothorax kirghizicus Tarbinsky, 1976
- Leptothorax kiudiria Cagniant & Espadaler, 1997
- Leptothorax knipovitshi Karavaiev, 1916
- Leptothorax korbi Emery, 1922
- Leptothorax koreanus Teranishi, 1940
- Leptothorax kubira Terayama & Onoyama, 1999
- Leptothorax kurilensis Radchenko, 1993
- Leptothorax kutteri Buschinger, 1966
- Leptothorax laciniatus Stitz, 1917
- Leptothorax laestrygon Santschi, 1931
- Leptothorax laetus (Wheeler, 1937)
- Leptothorax lagrecai Baroni Urbani, 1964
- Leptothorax latinodis Mayr, 1895
- Leptothorax laurae Emery, 1884
- Leptothorax leoni Arnol'di, 1971
- Leptothorax lereddei Bernard, 1953
- Leptothorax leucacanthus Baroni Urbani, 1978
- Leptothorax leviceps Emery, 1898
- Leptothorax lichtensteini Bondroit, 1918
- Leptothorax liebi Mackay, 2000
- Leptothorax lindae Mackay, 2000
- Leptothorax lindbergi Santschi, 1931
- Leptothorax liviae Agosti & Collingwood, 2011
- Leptothorax longaevus Wheeler, 1915 †
- Leptothorax longipilosus Santschi, 1912
- Leptothorax longispinosus Roger, 1863
- Leptothorax luteus Forel, 1874
- Leptothorax madecassus Forel, 1892
- Leptothorax makora Terayama & Onoyama, 1999
- Leptothorax manni Wheeler, 1914
- Leptothorax mariposa Wheeler, 1917
- Leptothorax marocana Santschi, 1909
- Leptothorax maryanae Mackay, 2000
- Leptothorax massiliensis Bondroit, 1918
- Leptothorax mauritanicus Santschi, 1909
- Leptothorax maurus Santschi, 1921
- Leptothorax megalops Hamann & Klemm, 1967
- Leptothorax melanderi Wheeler, 1909
- Leptothorax melanocephalus Emery, 1870
- Leptothorax melas Espadaler, Plateaux & Casevitz-Weulersse, 1984
- Leptothorax melinus Mackay, 2000
- Leptothorax melleus Forel, 1904
- Leptothorax melnikovi Ruzsky, 1905
- Leptothorax mexicanus Mackay, 2000
- Leptothorax mimeuri Cagniant & Espadaler, 1997
- Leptothorax minozzii Santschi, 1922
- Leptothorax minutissimus Smith, 1942
- Leptothorax mirabilis Espadaler & Cagniant, 1996
- Leptothorax mirassolis Diniz, 1975
- Leptothorax miserabilis Santschi, 1918
- Leptothorax mongolicus Pisarski, 1969
- Leptothorax monjauzei Cagniant, 1968
- Leptothorax mordax Santschi, 1919
- Leptothorax mortoni (Aguayo, 1937)
- Leptothorax muellerianus Finzi, 1922
- Leptothorax mulleri Santschi, 1926
- Leptothorax muscorum (Nylander, 1846)
- Leptothorax myersi (Wheeler, 1931)
- Leptothorax nadigi Kutter, 1925
- Leptothorax naeviventris Santschi, 1910
- Leptothorax narinicus Tarbinsky, 1976
- Leptothorax nassonovi Ruzsky, 1895
- Leptothorax neminan Cagniant & Espadaler, 1997
- Leptothorax neomexicanus Wheeler, 1903
- Leptothorax nevadensis Wheeler, 1903
- Leptothorax nevodovskii Karavaiev, 1926
- Leptothorax niger Forel, 1894
- Leptothorax nigricans Baroni Urbani, 1978
- Leptothorax nigriceps Mayr, 1855
- Leptothorax nigritus Emery, 1878
- Leptothorax nikitae Arnol'di, 1977
- Leptothorax nipensis Fontenla Rizo, 1998
- Leptothorax nitens Emery, 1895
- Leptothorax nordmeyeri Schulz, 1997
- Leptothorax normandi Santschi, 1912
- Leptothorax nudus Mayr, 1866
- Leptothorax nylanderi (Foerster, 1850)
- Leptothorax nylanderocorticalis Forel, 1874
- Leptothorax obliquicanthus Cole, 1953
- Leptothorax obscurior Dalla Torre, 1893
- Leptothorax obturator Wheeler, 1903
- Leptothorax ocarinae Baroni Urbani, 1978
- Leptothorax oceanicus (Kuznetsov-Ugamsky, 1928)
- Leptothorax ocellatus Mackay, 2000
- Leptothorax opaciabdomin Chang & He, 2001
- Leptothorax opalina (Wheeler, 1937)
- Leptothorax oraniensis Forel, 1894
- Leptothorax oxianus Ruzsky, 1905
- Leptothorax oxynodis Mackay, 2000
- Leptothorax pacis (Kutter, 1945)
- Leptothorax pallidipes Santschi, 1910
- Leptothorax pallidus Collingwood, 1961
- Leptothorax palustris Deyrup & Cover, 2004
- Leptothorax pamiricus Ruzsky, 1902
- Leptothorax pan Santschi, 1936
- Leptothorax paraxenus Heinze & Alloway, 1992
- Leptothorax pardoi Tinaut, 1987
- Leptothorax parvulus (Schenck, 1852)
- Leptothorax pastinifer (Emery, 1894)
- Leptothorax pastoris Baroni Urbani, 1978
- Leptothorax pelagosanus Mueller, 1923
- Leptothorax peninsularis Wheeler, 1934
- Leptothorax pergandei Emery, 1895
- Leptothorax personatus Cagniant, 1987
- Leptothorax petiolatus Forel, 1901
- Leptothorax peyerimhoffi Santschi, 1929
- Leptothorax pictus Emery, 1924
- Leptothorax pilifer Roger, 1863
- Leptothorax pithyusae Arnol'di, 1977
- Leptothorax pittieri Forel, 1899
- Leptothorax placivus Wheeler, 1915 †
- Leptothorax platycephalus Espadaler, 1997
- Leptothorax platycnemis (Wheeler, 1937)
- Leptothorax pleuriticus Kempf, 1959
- Leptothorax pocahontas (Buschinger, 1979)
- Leptothorax poeyi (Wheeler, 1913)
- Leptothorax politus (Smith, 1939)
- Leptothorax porphyritis <(Roger, 1863)
- Leptothorax praecreolus Andrade, 1992 †
- Leptothorax pratostepposus Arnol'di, 1977
- Leptothorax productus Santschi, 1918
- Leptothorax provancheri Emery, 1895
- Leptothorax pulchellus (Emery, 1894)
- Leptothorax pulcher Emery, 1917
- Leptothorax punicans (Roger, 1863)
- Leptothorax punctaticeps Mackay, 2000
- Leptothorax punctatissimus Mackay, 2000
- Leptothorax punctithorax Mackay, 2000
- Leptothorax pungentinodis Emery, 1896
- Leptothorax purpuratus (Roger, 1863)
- Leptothorax rabaudi Bondroit, 1918
- Leptothorax racovitzai Bondroit, 1918
- Leptothorax recedens (Nylander, 1856)
- Leptothorax reduncus (Wang & Wu, 1988)
- Leptothorax renateae Taylor, 1989
- Leptothorax reticulatus Chang & He, 2001
- Leptothorax retractus Francoeur, 1986
- Leptothorax retusispinosus Forel, 1892
- Leptothorax risii Forel, 1892
- Leptothorax rothneyi Forel, 1902
- Leptothorax rottenbergii (Emery, 1870)
- Leptothorax rudis Wheeler, 1917
- Leptothorax rugatulus Emery, 1895
- Leptothorax rugiceps (Aguayo, 1932)
- Leptothorax rugithorax Mackay, 2000
- Leptothorax rugosus Mackay, 2000
- Leptothorax rugulosus Mackay, 2000
- Leptothorax rusticus Santschi, 1918
- Leptothorax rutilans Kempf, 1958
- Leptothorax sallei (Guerin-Meneville, 1852)
- Leptothorax salvini (Forel, 1899)
- Leptothorax santra Terayama & Onoyama, 1999
- Leptothorax sardous Santschi, 1909
- Leptothorax satunini Ruzsky, 1902
- Leptothorax saudiae Collingwood & Agosti, 1996
- Leptothorax scabripes (Mann, 1920)
- Leptothorax scamni Ruzsky, 1905
- Leptothorax schaufussi (Forel, 1879)
- Leptothorax schaumii Roger, 1863
- Leptothorax schmittii Wheeler, 1903
- Leptothorax schurri Forel, 1902
- Leptothorax schwarzi (Mann, 1920)
- Leptothorax schwebeli Forel, 1913
- Leptothorax sculptiventris Mayr, 1887
- Leptothorax semenovi Ruzsky, 1903
- Leptothorax semiruber Andre, 1881
- Leptothorax senectutis Baroni Urbani, 1978
- Leptothorax serviculus Ruzsky, 1902
- Leptothorax sevanensis Arnol'di, 1977
- Leptothorax shelkovnikovi Karavaiev, 1926
- Leptothorax sibiricus Forel, 1899
- Leptothorax sikorai Emery, 1896
- Leptothorax silvestrii (Santschi, 1911)
- Leptothorax simesno Cagniant & Espadaler, 1997
- Leptothorax similis Baroni Urbani, 1978
- Leptothorax simoni (Emery, 1895)
- Leptothorax singularis Radchenko, 1993
- Leptothorax skwarrae (Wheeler, 1931)
- Leptothorax smithi Baroni Urbani, 1978
- Leptothorax solerii Menozzi, 1936
- Leptothorax sordidulus Mueller, 1923
- Leptothorax specularis Emery, 1916
- Leptothorax sphagnicola Francoeur, 1986
- Leptothorax spininodis Mayr, 1887
- Leptothorax spinosior Forel, 1901
- Leptothorax spinosus Forel, 1909
- Leptothorax splendens (Wheeler, 1905)
- Leptothorax squamifer (Roger, 1863)
- Leptothorax steinbergi Arnol'di, 1971
- Leptothorax stenotyle Cole, 1956
- Leptothorax stipaceus Ruzsky, 1905
- Leptothorax stollii Forel, 1885
- Leptothorax stramineus (Arnold, 1948)
- Leptothorax striatulus Stitz, 1937
- Leptothorax subcingulatus Emery, 1924
- Leptothorax suberis Forel, 1894
- Leptothorax subditivus (Wheeler, 1903)
- Leptothorax submuticus Emery, 1915
- Leptothorax susamyri Dlussky, 1965
- Leptothorax svartshevskii Karavaiev, 1916
- Leptothorax taivanensis Wheeler, 1929
- Leptothorax talassicus Tarbinsky, 1976
- Leptothorax tamarae Radchenko, 1993
- Leptothorax tauricus Ruzsky, 1902
- Leptothorax taylori Forel, 1902
- Leptothorax tebessae Forel, 1890
- Leptothorax tennesseensis Cole, 1938
- Leptothorax tenuisculptus Baroni Urbani, 1978
- Leptothorax tenuispinus Santschi, 1911
- Leptothorax terricola (Mann, 1920)
- Leptothorax terrigena Wheeler, 1903
- Leptothorax tesquorum Arnol'di, 1977
- Leptothorax texanus Wheeler, 1903
- Leptothorax theryi Santschi, 1921
- Leptothorax tianschanicus Tarbinsky, 1976
- Leptothorax timidus Kempf, 1959
- Leptothorax tirolensis Gredler, 1858
- Leptothorax tonsuratus Kempf, 1959
- Leptothorax torrei (Aguayo, 1931)
- Leptothorax totonicapani Baroni Urbani, 1978
- Leptothorax tricarinatus Emery, 1895
- Leptothorax tricolor Santschi, 1925
- Leptothorax tristani Emery, 1896
- Leptothorax tristis Bondroit, 1918
- Leptothorax tuberoaffinis Bondroit, 1918
- Leptothorax tuberointerruptus Bondroit, 1918
- Leptothorax tuberum (Fabricius, 1775)
- Leptothorax turcicus Santschi, 1934
- Leptothorax turritellus Santschi, 1934
- Leptothorax tuscaloosae Wilson, 1951
- Leptothorax tyndalei Forel, 1909
- Leptothorax umbratilis Wheeler, 1921
- Leptothorax umbratipes (Wheeler, 1937)
- Leptothorax unifasciatus (Latreille, 1798)
- Leptothorax universitatis Espadaler, 1997
- Leptothorax usunkul Ruzsky, 1924
- Leptothorax versicolor (Roger, 1863)
- Leptothorax vicinus Mayr, 1887
- Leptothorax violaceus (Mann, 1924)
- Leptothorax volgensis Ruzsky, 1905
- Leptothorax volubilis Santschi, 1929
- Leptothorax werneri Radchenko, 1993
- Leptothorax wheeleri (Mann, 1920)
- Leptothorax whitfordi Mackay, 2000
- Leptothorax wilda Smith, 1943
- Leptothorax williami Baroni Urbani, 1978
- Leptothorax wilsoni Heinze, 1989
- Leptothorax wollastoni Donisthorpe, 1940
- Leptothorax wroughtonii Forel, 1904
- Leptothorax zhengi Zhou & Chen, 2011